# Spilocuscus
Spilocuscus (Кускус плямистий або Спілокускус) — рід ссавців з когорти сумчасті (Marsupialia), родини кускусових.

## Опис
Морфометрія. Довжина голови й тіла: 338—640 мм, довжина хвоста: 315—590 мм, вага: 2.0-7.0 кг.
Зовнішність. Один з найбільших представників кускусових. Всередньому самиці більші за самців. Окрім S. papuensis різні статі забарвлені по-різному. Хутро м'яке, густе. У S. maculatus самці якщо не повністю білі, мають сіре забарвлення з білими плямами зверху й білі знизу, самиці ж однорідно сірі й зазвичай без плям. У S. rufoniger і значно меншого S. kraemeri самиці мають темну сідлоподібну пляму на спині, але самці мають область плямочок чи плям. У S. papuensis обидві статі марковані тільки малими плямами. Підростаючи молоді спілокускуси проходять різні стадії зміни забарвлення. Писочок короткий, вуха майже непомітні. Кінець хвоста — товстий, шорсткий, скручений спіраллю.

## Спосіб життя
Це головним чином нічні та деревні тварини, які пересуваються по гіллях повільно й обережно, міцно тримаючись лапами за опору. На ґрунті його швидкість руху не перевищує швидке крокування людини. Для відпочинку не використовує нори чи гнізда, а спить на платформах із листя. Вночі мандрує з гілки на гілку по верхівкам дерев. Харчується листям, плодами, квітами, молодими паростками дерев, найулюбленіша їжа — банани. Інколи вживає птахів, дрібних ссавців. Самці агресивні й їх не можна тримати разом у неволі.
Хоча може народитися до 4 дитинчат, велика ймовірність того, що тільки одне з них досягне дорослого віку. Один S. maculatus у неволі жив більше 11 років.

## Розповсюдження
Найбільше плямистих кускусів мешкає на о. Нова Гвінея, а також на островах Сулавесі, Амбіон, на деяких Соломонових островах, на півострові Йорк та Північному Квінсленді (Австралія). Головним чином живуть у дощових лісах від 0 до 820 метрів над рівнем моря. В меншій мірі населяють мангрові та відкриті ліси.

## Види
- Spilocuscus kraemeri — Спілокускус Крамера
- Spilocuscus maculatus — Спілокускус плямистий
- Spilocuscus papuensis — Спілокускус папуаський
- Spilocuscus rufoniger — Спілокускус рудочорний
- Spilocuscus wilsoni — Спілокускус Вілсона

## Галерея

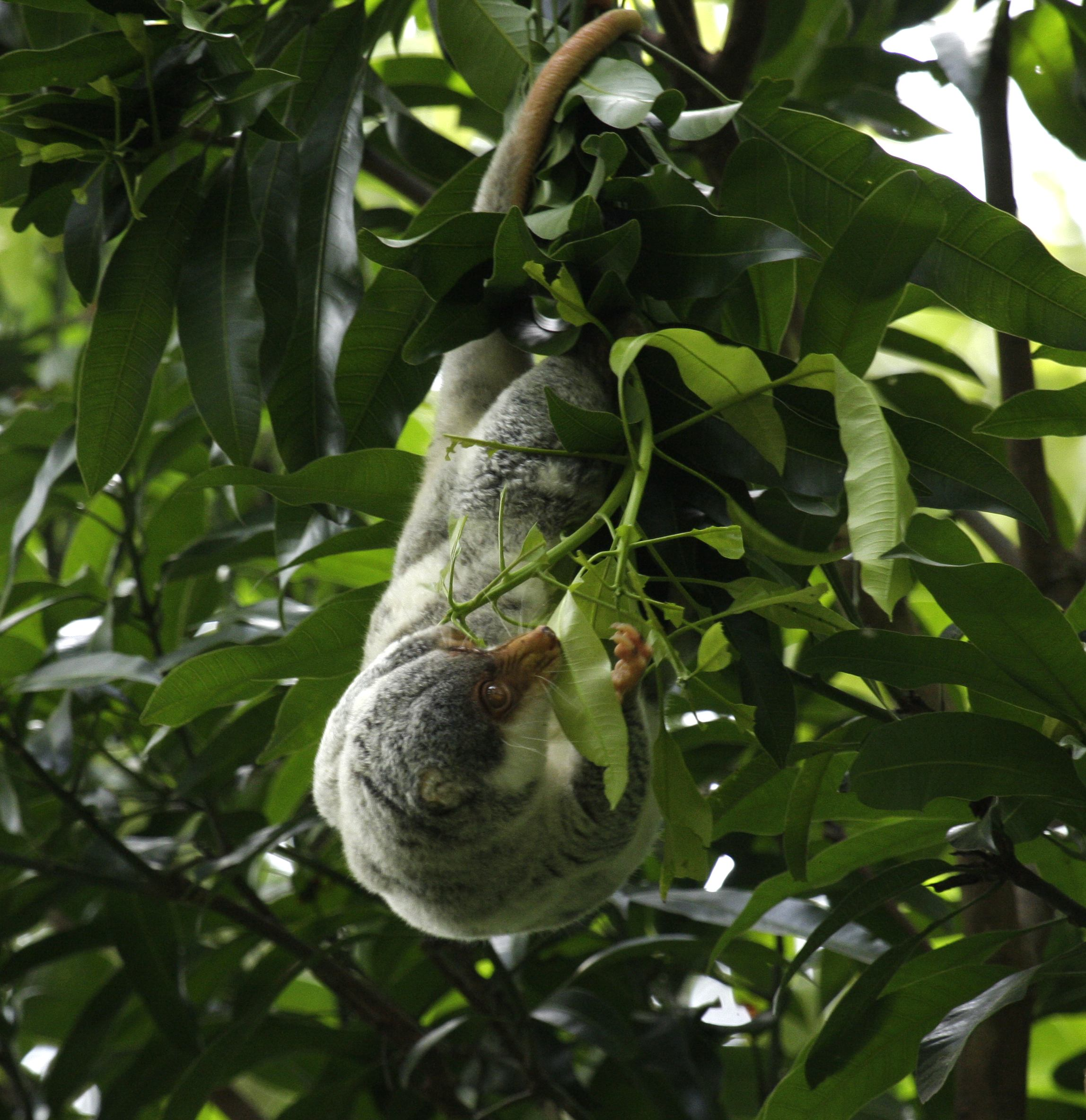
Залізний діапазон Spilocuscus maculatus, Північний Квінсленд
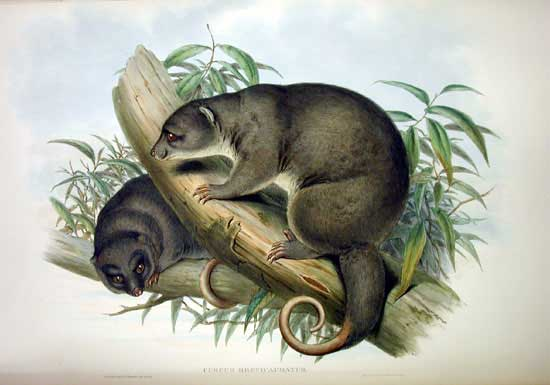
Phalanger maculatus - ілюстрація із "Ссавці Австралії" Джона Гульда